# Grammonota suspiciosa
Grammonota suspiciosa är en spindelart som beskrevs av Willis J. Gertsch och Stanley B. Mulaik 1936. Grammonota suspiciosa ingår i släktet Grammonota och familjen täckvävarspindlar. Inga underarter finns listade i Catalogue of Life.